# أبزون العماني
 أبزون مهبرد الكافي المجوسي العماني شاعر عاش في سلطنة عمان في القرن 5 الهجري ولا يعرف تحديداً تاريخ مولده أو مكانها. تدل أشعاره أنه كان يتردد على العراق وتحديداً جرجرايا والتي تتبع أعمال النهروان الأسفل بين واسط وبغداد. بعض المصادر تقول أن أبزون اشتغل بالأمور السلطانية وذلك بحكم وجوده في الحامية العسكرية الفارسية التابعة التابعة للدولة البويهية.

## شهرته
تذكر المصادر هذا الشاعر أحيانا أبزون العماني  أو الكافي أبي علي أو الكافي العماني أو العماني المجوسي.

## عصره
عاش في سلطنة عمان في عهد الدولة البويهية  التي أمتد حكمها في زمن عضد الدولة البويهي إلى كرمان وسلطنة عمان.

## جمع شعره
لم يجمع أبزون أشعاره في ديوان ولكن جمع شعره رجل يدعى محمد بن أحمد الذي عرف بأبي الحاجب. والذي يقول أن أبزون اشتغل بعمله في الأمور السلطانية ولكنه لشده أعجابه بشعره كان يكتب ما يحفظه الناس لأبزون إلى أن جمع متفرقات من شعر أبزون وضمها في ديوان.

## مجالات شعره
تعددت المجالات التي كتب فيها أبزون العماني ولكن لعل أهمها : 
- الحكمة
- الحنين
- المديح
- وصف الطبيعة